# Dambad

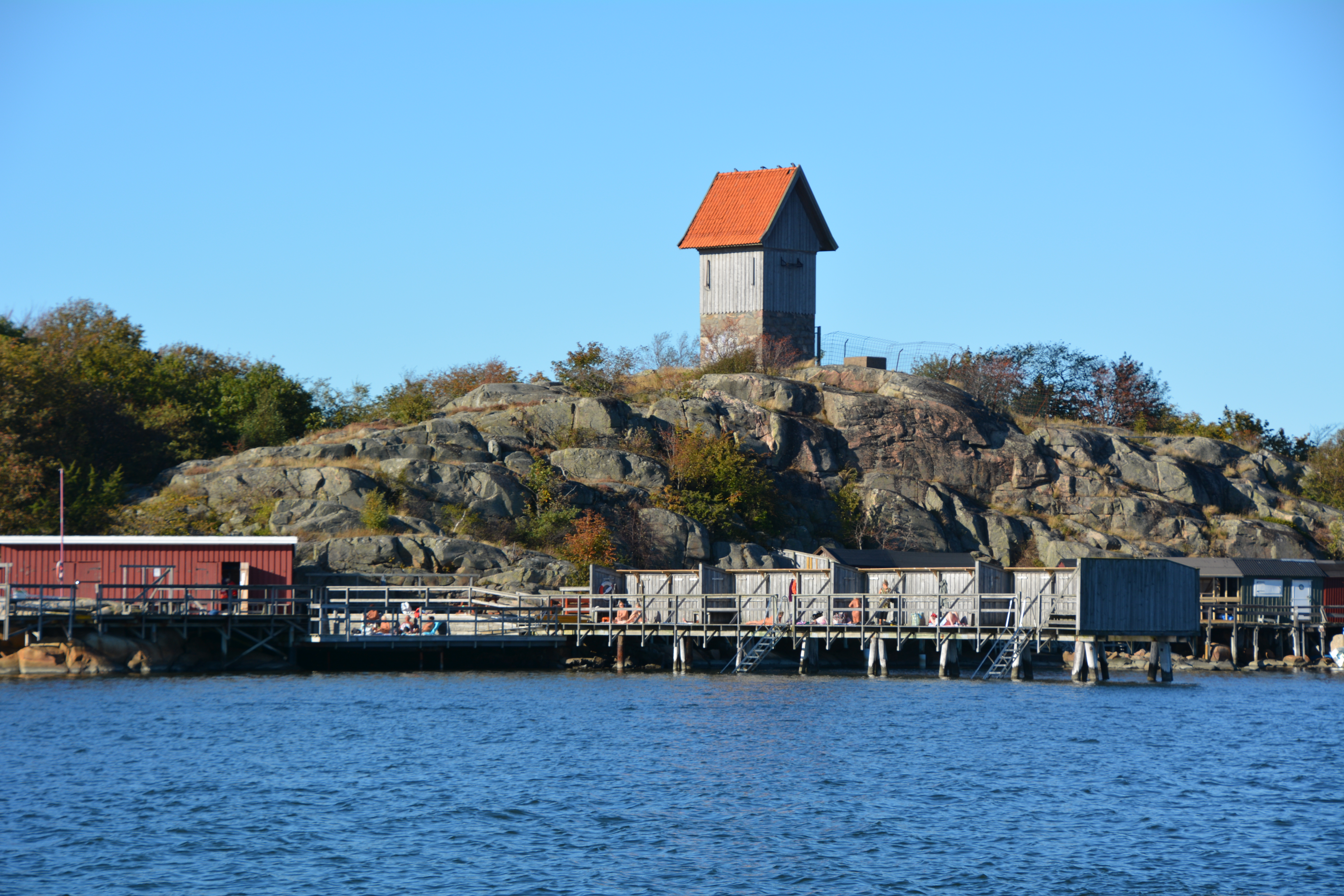
Dambad på Saltholmen i Göteborg

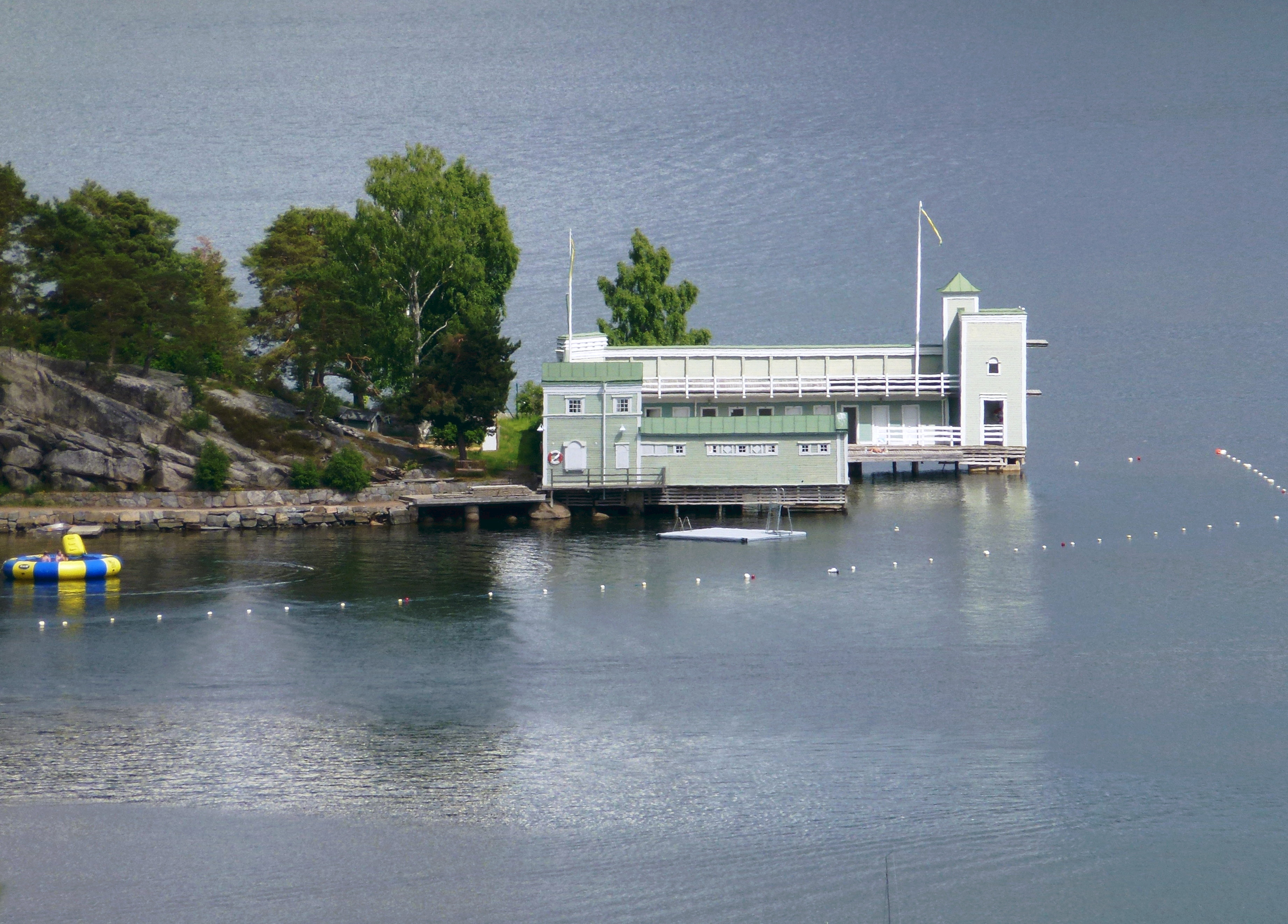
Dambadet i Saltsjöbaden

Dambad är ett avskilt område, med eller utan kallbadhus, för friluftsbad för kvinnor och små barn.
Offentliga friluftsbad med män och kvinnor badande tillsammans började bli vanliga i Tyskland i slutet av 1800-talet. Åren efter 1905 spred sig denna sedvänja till Mölle, med gemensamhetsbad i Ransvik, nordväst om samhället.  Även i andra tidiga turistorter utvecklades ett badliv, ibland, till exempel i Lysekil, som ett del av ett kurliv.
Det var vanligt att det i uppförda badinrättningar inrättades särskilda dambad respektive herrbad. I andra fall avskiljdes ett dambad från ett gemenskapsbad, vid en offentlig badstrand. Dessa kunde vara badhus eller endast delar av en badstrand, som skyddades för insyn av plank.

## Dambad i Sverige i urval
- På Saltsjöbadens friluftsbad byggdes 1913 ett kallbadhus i trä för damer med soldäck, bastu och hopptorn, senare renoverat på 2000-talet. Det ritades av Elis Kjellin.

- Mölles dambad är en del av badet Solviken och från omkring 1900, möjligen äldre än det första gemensamhetsbadet. Dambadet sköttes av Kullabergs naturförening till 1970, och därefter av Höganäs kommun.[1]

- Smögens havsbad inrättade i Glommen i Smögen ett herrbad och ett dambad 1900, med plank runt baden. Dambadet fanns kvar som dambad till omkring 1970., och har därefter varit allmänt.[2]

- Långholmens klippbad i Stockholm skapades 1917 som två skilda badplatser: ett dambad vid Lusudden och ett herrbad på klipporna lite längre västerut. Solviksbadet på Brommalandet vid Mälaren öppnades 1925 som det första mera ordnade gemensamhetsbadet i Stockholm. Det har också ett dambad med brygga och omklädningshytter.

- Saltholmens kallbadhus i Långedrag i Göteborg är från 1910-talet. Det drivs sedan 1976 av föreningen Kallbadhusets Vänner Saltholmen, med en dam- och en herravdelning samt en mindre gemensambadavdelning.[3]